# Martes foina kozlovi
Martes foina kozlovi es una subespecie de  mamíferos carnívoros  de la familia Mustelidae,  subfamilia Mustelinae.

## Distribución geográfica
Se encuentra al este del Tíbet.